# Mundo Diario
Mundo Diario fue un diario español publicado en Barcelona de 1974 a 1980 de tendencia progresista fundado por Sebastián Auger empresario español creador del Grupo Mundo. El periódico, fue referencia informativa durante la transición española dando cuenta de los conflictos sindicales y las protestas estudiantiles de la época contra el régimen franquista además de realizar el seguimiento de las dificultades del día a día en la apertura política de España. Desapareció en 1980 a causa de la quiebra del Grupo Mundo.

## Antecedentes
El periódico se creó partir del Diario Femenino que nació en 1968 como periódico femenino y feminista que utilizaba métodos modernos e innovadores en la edición y planteaba temas de especial actualidad como el divorcio o el control de natalidad.  La cabecera fue comprada por Sebastián Auger al empresario Victor Segui en 1972. El periódico pasó a conocerse por sus iniciales DF el 4 de octubre del 72 con el objetivo de ampliar su audiencia y esperar la autorización del cambio de nombre a Mundo Diario que finalmente llegó el 15 de febrero de 1974. Mantuvo gran parte de la redacción y miembros colaboradores entre los que se encontraban Carmen Alcalde, que fue redactora jefe, Lidia Falcón, Eliseo Bayo o Miguel Ángel Bastenier. La última edición DF se publicó el 15 de febrero de 1974 dando paso a Mundo Diario.
"A partir de noviembre de 1975 se dan las condiciones óptimas para que la prensa funcione como catalizador de las reivindicaciones de todo tipo que la sociedad exigía (...). El periodismo escrito tendrá una influencia relevante en estos primeros compases de la Transición, sobre todo durante el periodo crítico que transcurre desde la muerte de Franco hasta la aprobación de la Constitución (1975-1978)" explica Malcel Mauri, en El compromís polític i social de la premsa catalana durant la transició. L’exemple de Mundo Diario», publicado en Congreso Historiadores de la Comunicación (AHC), 2004.

## Características
El periódico, de periodicidad diaria excepto los lunes, se distribuía en un 90 % de sus ventas en la zona metropolitana de Barcelona, el 8 % en el resto de Cataluña y el 2 % en el resto de España según datos de la OJD. En 1975 su precio era de 8 pesetas y en 1976 10 pesetas. La tirada en junio de 35.703 en junio de 1977 según datos de OJD.
Era un periódico de izquierdas en busca de un público universitario, obrero y de barrio. A pesar de no tener vinculación orgánica con ningún partido político mantenía buena relación con el PSUC. Dedicaba atención preferente a la información local, espectáculos y sucesos.
El periódico se publicaba en español y desde el 11 de junio de 1974 publicaba una página en catalán.

## Equipo de redacción y colaboradores
Desde 1971 cuando todavía era Diario Femenino hasta 1978 la dirección del diario fue asumida por Ramon Solanes. En la redacción Jaume Serrats era el subdirector y Ramon Miravitllas y Pere Bonnín, redactores jefe. Entre sus colaboradores habituales estaban: Francisco Umbral, Terenci Moix, Maria Aurèlia Capmany, Eduardo Haro Tecglen, Pere Bonnín, Jaume Vidal Alcover, Antoni Jutglar, Ramon Bech, Maruja Torres, Sebastià Serrano.
Entre los periodistas que trabajaron en Mundo Diario se encuentran: Eduardo Álvarez Puga subdirector (1975-1979)

## Fondos
Pueden encontrarse sus fondos en el Archivo Histórico de la Ciudad de Barcelona.